# Seeberg (Köln)
Seeberg ist ein Stadtteil im linksrheinischen Norden von Köln, im Stadtbezirk Chorweiler.

## Geographie
Im Osten wird Seeberg von der B 9 und im Süden von der A 1 begrenzt.
Im Westen grenzt Seeberg an den Stadtteil Heimersdorf und nördlich geht der Stadtteil unmittelbar in den Stadtteil Chorweiler über.

### Stadtteilgliederung
Seeberg besteht aus drei Stadtvierteln mit unterschiedlichem Charakter, die durch eine großzügige Parkanlage voneinander getrennt werden.

#### Alt-Seeberg
Alt-Seeberg ist der älteste Teil Seebergs – er wurde Ende der 1950er Jahre errichtet. Hier fanden in der Nachkriegszeit vornehmlich Neusiedler eigens geförderte Möglichkeiten der Selbstversorgung auf großen Grundstücken vor. Im Zuge der Erweiterung der „Neuen Stadt“ wandelte sich ab den 1970er Jahren bis in die 2000er Jahre das Gesicht dieses Siedlerbereichs völlig hin zur Neuaufteilung der meisten Grundstücke mit Neubauten  und grundsanierten Altbauten. Strukturell dem Stadtteil Seeberg zugeordnet entspricht das Ortsbild weitgehend dem Bild des benachbarten Stadtteils Heimersdorf.
Mit wenigen Ausnahmen handelt es sich um eine reine Einfamilienhaussiedlung, an deren Rand ein modernes Gartencenter liegt – der Seeberger-Pflanzenhof, der durch sein Angebot auch überregionale Bedeutung erlangt hat.

#### Seeberg-Süd
Mitte der 1960er Jahre wurde Seeberg-Süd als weitere Ergänzung der „Neuen Stadt“ errichtet. Dieses Viertel besteht überwiegend aus Einfamilienhäusern, die im damals üblichen Bungalowstil erbaut wurden. Daneben befinden sich einige mehrstöckige Bauten mit Mietwohnungen. Im westlichen Grenzbereich dieses Ortsteils befindet sich ein längstgestreckter Park, der Seeberg-Süd mit den Ortsbereichen Heimersdorf, Seeberg-Nord und Chorweiler verknüpft.
Nur wenige Schritte über die östliche Ortsteilbegrenzung hinaus befindet sich der Oranjehof, ein überregional bekanntes Reiterzentrum sowie die großzügig angelegte Freizeitanlage Fühlinger See. In diesem Bereich finden sich alljährlich Erholungssuchende in großer Zahl ein, dazu viele Freizeitsportler. Auch internationale Ruderregatten oder Musikfestivals (Summerjam) finden dort statt.
In Seeberg-Süd bietet ein kleineres Gewerbegebiet vornehmlich Angebote aus den Bereichen des Handwerks an. Eine Grundschule in katholischer Trägerschaft ergänzt Bildungsangebote im Primarbereich. Eine weitere Parkanlage verknüpft die Seeberger Bereiche Süd und Nord miteinander.

#### Seeberg-Nord
Seeberg-Nord wurde in den 1970er Jahren errichtet. Dieses Viertel grenzt unmittelbar an Chorweiler, als Grenze zwischen beiden Stadtteilen gilt formell die Willi-Suth-Allee und die Merianstraße. Ein hufeisenförmiges Band aus Hochhäusern umschließt einen nach Süden offenen Park. Zwischen den Hochhäusern und dem Park wurden Einfamilienhäuser errichtet.
Im Südwesten von Seeberg-Nord sind die Ergebnisse eines Architekturwettbewerbs zu sehen, in dem namhafte Architekten Ende der 1960er Jahre ihre Vorstellungen vom modernen Städtebau exemplarisch verwirklichen durften.

## Geschichte
Der Name des Stadtteils ist durch die Nähe zum Fühlinger See entstanden, von dem der Ort nur durch ein kleines Waldstück und die B 9 getrennt ist. Der zweite Namensteil Berg erinnert an den Stallagsberg, eine kleine Erhöhung westlich des Stadtteils, die aber im Zuge des Kiesabbaus im Bereich des heutigen Fühlinger Sees weggebaggert wurde. Der Hügel entlang der B 9 ist eine künstliche Aufschüttung, die zu Beginn der 1970er Jahre als Lärmschutz angelegt wurde. Es handelt sich dabei nicht um den See-Berg, wie irrtümlich oft vermutet wird.
Der Kölner Stadtrat stimmte dem neuen Namen Seeberg am 30. April 1964 zu.
Seeberg ist der südliche Teil der unter Konrad Adenauer und dem Stadtplaner Fritz Schumacher konzipierten „Neuen Stadt im Kölner Norden“.
Dadurch, dass die Neue Stadt von Süden nach Norden gebaut wurde, ist Seeberg der älteste Teil der Trabantenstadt.

## Bevölkerungsstruktur
Struktur der Bevölkerung von Köln-Seeberg (2021):
- Durchschnittsalter der Bevölkerung: 42,0 Jahre (Kölner Durchschnitt: 41,4 Jahre)
- Ausländeranteil: 35,2 % (Kölner Durchschnitt: 19,3 %)
- Arbeitslosenquote: 14,2 % (Kölner Durchschnitt: 8,6 %)

### Einwohnerzahlen
| Jahr | Einw.  |
| ---- | ------ |
| 1999 | 11.595 |
| 2000 | 11.823 |
| 2005 | 11.569 |

## Religion

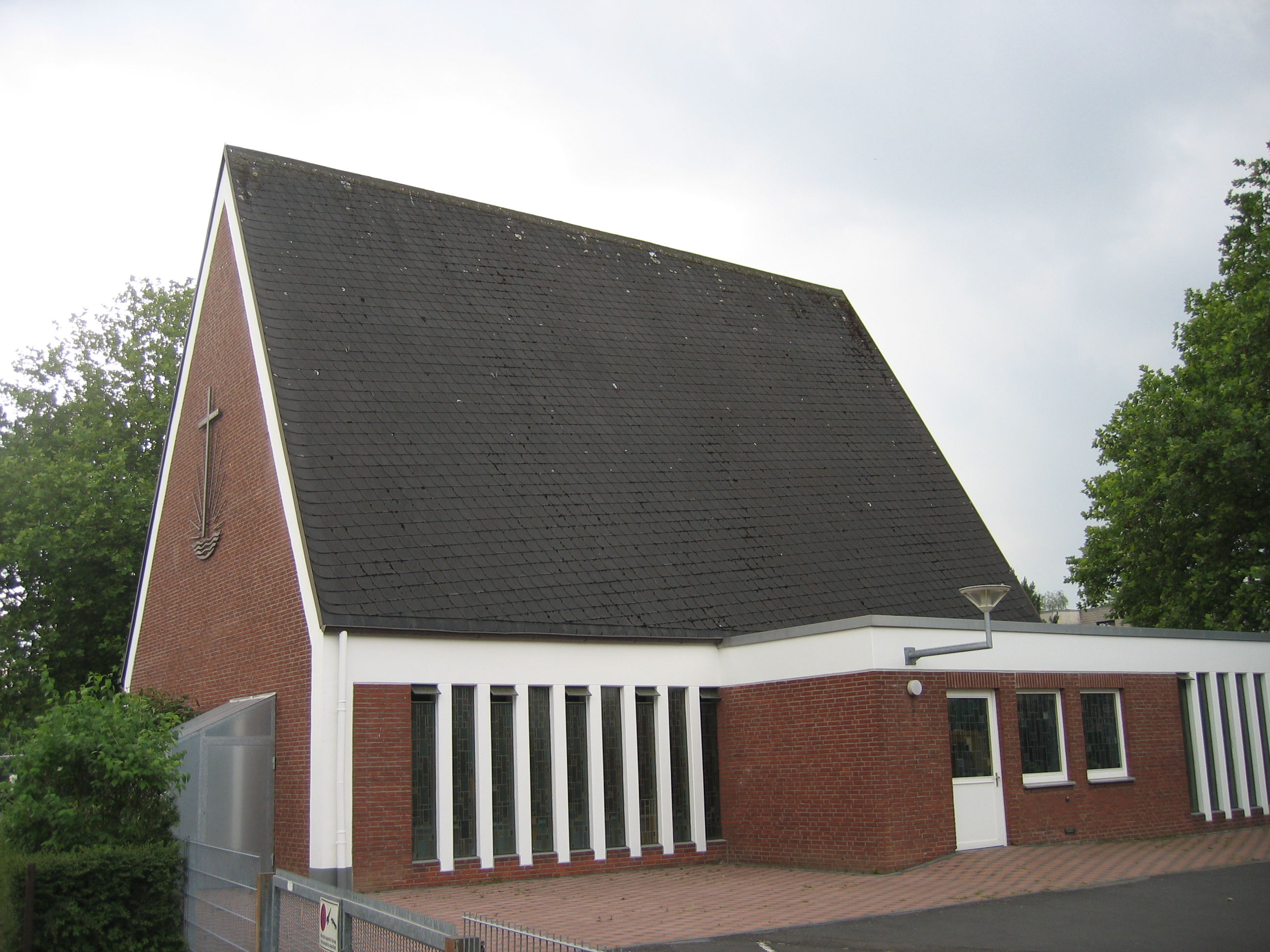
Neuapostolische Kirche in Seeberg

- Antiochenisch-Orthodoxe Kirche St. Dimitrios (ehemals katholische Kirche St. Markus; wird aber auch weiterhin von der katholischen Gemeinde noch genutzt) (Seeberg-Süd)
- Syrisch-Orthodoxe Kirche St. Simon Zaite (Seeberg-Nord)
- Neuapostolische Kirche (Seeberg-Nord)
- Alevitisches Kulturzentrum (Cemevi) (Seeberg-Süd)
- Evangelische Freikirche (Fühlingen; auf dem Gelände des Oranjehofs)
- Das kleine evangelische Gemeindezentrum („Seeberger Holzhaus“) wurde geschlossen und später abgerissen (Seeberg-Süd)

## Kultur und Freizeit
In Seeberg-Süd befindet sich ein kleines Einkaufszentrum. Bis Mitte der 70er Jahre bestand dieses aus jeweils einem Schuhmacherladen, Friseursalon, Edeka-Markt, Drogerie, Wäscherei, Bäckerei, Metzgerei, und einem Kiosk. Heute befindet sich dort nur noch eine Metzgerei und ein Kiosk.

### Bauten
- Jenseits der den Stadtteil Seeberg begrenzenden Neusser Landstraße (B 9) liegt der Oranjehof. Dabei handelt es sich um das Herrenhaus einer ehemaligen Hofanlage aus dem 18. Jahrhundert. Die Scheunen und Stallungen sind seit 1965 den Anlagen des Reitervereins Oranjehof gewichen. Nördlich angrenzend befindet sich eine Tennishalle.

Da die Neusser Landstraße die Grenze Seebergs nach Osten bildet, liegt der Oranjehof eigentlich auf dem Gebiet des Stadtteils Fühlingen, doch sind es bis zum Ort Fühlingen noch etwa 2,5 Kilometer.

## Infrastruktur

### Bildung
- In Seeberg-Nord befinden sich eine Grundschule, eine Hauptschule, eine Realschule (die Henry-Ford Realschule), mehrere Kindergärten sowie einige wenige Geschäfte.
- Im Zentrum des Viertels Seeberg-Süd liegt eine Grundschule und der Kindergarten.

### Verkehr

#### Individualverkehr
Die Haupterschließungsstraße ist die Mercatorstraße, die gleichzeitig nach Westen hin die Stadtteilgrenze zu Heimersdorf bildet. Die Mercatorstraße verläuft in nördlicher Richtung durch Chorweiler und Blumenberg und endet am Blumenbergsweg.
Nicht weit von Seeberg entfernt sind die Autobahnauffahrten zur A 57 und zur A 1.

#### ÖPNV
In Heimersdorf nahe der Mercatorstraße und im an Seeberg-Nord anschließenden Chorweiler befindet sich je eine Haltestelle der Stadtbahn (Linie 15). In Chorweiler verkehrt zudem auch die S-Bahn Linie 11.
Seeberg-Süd wird von einer Buslinie bedient, welche in beide Fahrtrichtungen eine Verbindung zur Stadtbahn bietet.

## Bekannte Seeberger
- Tom Gerhardt (* 1956), Schauspieler, Komiker
- Jürgen Milski (* 1963), Entertainer
- Markus Anfang (* 1974), Fußballtrainer[2]
- Sahin Eryilmaz (* 1984), Schauspieler

## Sonstiges
- Liste der Baudenkmäler im Kölner Stadtteil Seeberg